# Carlos Marques (futbolista portugués)
Carlos Manuel de Oliveira Marques (Lisboa, Portugal, 6 de febrero de 1983) es un futbolista portugués. Juega de defensor y su equipo actual es el Doxa Katokopias de la Primera División de Chipre.

## Clubes
| Club                           | País     | Año           | PJ | Goles |
| ------------------------------ | -------- | ------------- | -- | ----- |
| Sporting de Lisboa (Juveniles) | Portugal | 1997 - 2001   |    |       |
| Sporting de Lisboa B           | Portugal | 2001 - 2004   | 36 | 0     |
| A.D. Ovarense (Cedido)         | Portugal | 2004 - 2005   | 26 | 0     |
| União da Madeira (Cedido)      | Portugal | 2005 - 2006   |    |       |
| Ethnikos Piraeus F.C.          | Grecia   | 2006          |    |       |
| Olivais e Moscavide            | Portugal | 2006 - 2007   | 11 | 2     |
| APOP Kinyras                   | Chipre   | 2007 - 2011   | 31 | 0     |
| AEL Limassol FC                | Chipre   | 2011          | 9  | 0     |
| Alki Larnaca FC                | Chipre   | 2012          | 3  | 0     |
| Olympiakos Nicosia FC          | Chipre   | 2012          | 11 | 0     |
| Doxa Katokopias                | Chipre   | 2013-2015     | 57 | 0     |
| AEP Paphos FC                  | Chipre   | 2015-2016     | 14 | 0     |
| Doxa Katokopias                | Chipre   | 2016-presente | 1  | 0     |